# コーネル実在論
コーネル実在論（Cornell Realism）は、リチャード・ボイド、ニコラス・スタージョン、デイヴィド・ブリンクといったコーネル大学に関係する哲学者によって主張されたメタ倫理学の学説である。ピーター・レイルトンらの還元主義とともに、形而上学的自然主義の代表的学説として知られる。

## 内容
個々の論者によって細部の立場は異なるが、コーネル実在論は概ね以下の主張を含んだ学説であると理解されている。

### 道徳的実在論
コーネル実在論によれば、道徳的事実というものが存在する。またこの道徳的事実は心から独立しており、それゆえ客観的なものである。この立場では、道徳判断は事実の記述という営みの一部となる。またこの主張は
- 道徳判断についての認知主義（道徳判断は世界のあり方の記述という営みにおける擬似信念的(belief-like)な心的状態である）
- 道徳的事実の実在性についての実在論（道徳的事実は実際に存在している）、
- 道徳的事実の本性についての客観主義（道徳的事実は客観的であり、我々の認知や態度から独立している）

という３つの主張を併せ持っている。
これらの主張に対して
- 道徳判断の表出説（C・L・スティーヴンソン、R・M・ヘア、サイモン・ブラックバーン、アラン・ギバード等の立場）
- 道徳的事実の実在性を否定する錯誤説や機能主義（J・L・マッキー、リチャード・ジョイス、マーク・カルデロン等の立場）
- 道徳的事実の本性についての構築主義や相対主義（例えばジョン・ロールズ、クリスティン・コースガード、ギルバート・ハーマン等の立場）

という立場がそれぞれ対立している。

### 動機づけの外在主義
コーネル実在論は動機づけの問題について、「道徳判断と動機づけの間には必然的な連結が存在しない」という外在主義の立場をとり、アモラリスト（動機をともなう道徳感情抜きに道徳判断をおこなう人）の存在可能性を認める。この立場をとることによってコーネル実在論者は、「道徳判断は我々に行為をうながす動機づけの力をもつため、認知的状態ではない」と主張する非認知主義者に対して「道徳判断が動機づけの力を持たないとすれば、道徳判断が非認知的状態であると考える理由もなくなる」という論法で応答し、認知主義を擁護する。
またデイヴィド・ブリンクは、動機づけの外在主義に加えて規範的理由の外在主義をも主張する。規範的理由の外在主義とは、「行う理由を持つこと」と「行う動機を持つこと」の間にも必然的な連結を認めない立場である。

### 形而上学における自然主義的非還元主義
コーネル実在論がその実在を主張する道徳的事実はあくまで自然的事実であり、自然科学や社会科学の研究領域に含まれるものである（自然主義）。道徳的事実は超自然的なもの（例えば神命説）でも非自然的なもの（ムーアの『倫理学原理』やマッキーの実在論的世界像）でもないが、この道徳的事実を非道徳的自然的事実（例えば快苦）に還元することはできない（非還元主義）。つまり、道徳的事実とは非道徳的自然的事実に随伴(supervene)する自然的事実なのであって、非道徳的自然的事実と同一視することは出来ないという立場をとる。

### 意味論における非還元主義
コーネル実在論は、道徳語(moral terms)および道徳概念と自然語および自然概念の間に還元可能な関係を認めない。すなわち、「しかじかのものは道徳的に望ましい」という道徳的な（規範についての）言明を「しかじかのものが快を生む」という自然的な（事実についての）言明に還元することは出来ないと主張する。これによりコーネル実在論者は、「自然的誤謬を犯さずに自然主義を主張することはできない」というムーアらによる批判に対して「形而上学的還元は意味論的還元を含意しない」と応答することが出来る。この主張は通常、クリプキ－パトナム流の意味論を伴っている。道徳語および道徳的概念はそれに対応する一定の自然的性質を選び出すが、こうした自然的性質は「我々の語や概念の用法との間に適切な因果関係を構成する性質である」という観点から選ばれるだけであり、道徳的概念が自然的概念に還元されるわけではない。